# Tynan, Texas
Tynan, Texas (енгл. Tynan) насељено је место без административног статуса у америчкој савезној држави Тексас.

## Демографија
По попису из 2010. године број становника је 278, што је 23 (-7,6%) становника мање него 2000. године.
| Група             | 2000.       | 2010.       |
| Белци             | 63 (20,9%)  | 70 (25,2%)  |
| Афроамериканци    | 4 (1,3%)    | 0 (0,0%)    |
| Азијати           | 0 (0,0%)    | 0 (0,0%)    |
| Хиспаноамериканци | 237 (78,7%) | 208 (74,8%) |
| Укупно            | 301         | 278         |